# Pristimantis lasalleorum
Pristimantis lasalleorum är en groddjursart som först beskrevs av Lynch 1995.  Pristimantis lasalleorum ingår i släktet Pristimantis och familjen Strabomantidae. IUCN kategoriserar arten globalt som otillräckligt studerad. Inga underarter finns listade i Catalogue of Life.